# Valeur A
 (avril 2024).
La mise en forme du texte ne suit pas les recommandations de Wikipédia : il faut le « wikifier ».
Les points d'amélioration suivants sont les cas les plus fréquents. Le détail des points à revoir est peut-être précisé sur la page de discussion.
- Les titres sont pré-formatés par le logiciel. Ils ne sont ni en capitales, ni en gras.
- Le texte ne doit pas être écrit en capitales (les noms de famille non plus), ni en gras, ni en italique, ni en « petit »…
- Le gras n'est utilisé que pour surligner le titre de l'article dans l'introduction, une seule fois.
- L'italique est rarement utilisé : mots en langue étrangère, titres d'œuvres, noms de bateaux, etc.
- Les citations ne sont pas en italique mais en corps de texte normal. Elles sont entourées par des guillemets français : « et ».
- Les listes à puces sont à éviter, des paragraphes rédigés étant largement préférés. Les tableaux sont à réserver à la présentation de données structurées (résultats, etc.).
- Les appels de note de bas de page (petits chiffres en exposant, introduits par l'outil «  Source ») sont à placer entre la fin de phrase et le point final[comme ça].
- Les liens internes (vers d'autres articles de Wikipédia) sont à choisir avec parcimonie. Créez des liens vers des articles approfondissant le sujet. Les termes génériques sans rapport avec le sujet sont à éviter, ainsi que les répétitions de liens vers un même terme.
- Les liens externes sont à placer uniquement dans une section « Liens externes », à la fin de l'article. Ces liens sont à choisir avec parcimonie suivant les règles définies. Si un lien sert de source à l'article, son insertion dans le texte est à faire par les notes de bas de page.
- La présentation des références doit suivre les conventions bibliographiques. Il est recommandé d'utiliser les modèles {{Ouvrage}}, {{Chapitre}}, {{Article}}, {{Lien web}} et/ou {{Bibliographie}}. Le mode d'édition visuel peut mettre en forme automatiquement les références.
- Insérer une infobox (cadre d'informations à droite) n'est pas obligatoire pour parachever la mise en page.

Pour une aide détaillée, merci de consulter Aide:Wikification.
Si vous pensez que ces points ont été résolus, vous pouvez retirer ce bandeau et améliorer la mise en forme d'un autre article.

La valeur A pour un groupe méthyle est de 1,74 kcal/mol, dérivée de l'équilibre chimique ci-dessus. Différence d'énergie pour avoir un groupe méthyle en position axiale par rapport à la position équatoriale.

Les valeurs A sont des valeurs numériques utilisées pour déterminer l'orientation la plus stable des atomes dans une molécule ( analyse conformationnelle ), ainsi qu'une représentation générale de l'encombrement stérique. Les valeurs A sont calculés à partir de mesures d'énergie des différentes conformations d'nu cyclohexane monosubstitué. Les substituants sur un cycle cyclohexane préfèrent résider en position équatoriale par rapport à l'axial. La différence d'énergie libre de Gibbs (ΔG) entre la conformation d'énergie supérieure (substitution axiale) et la conformation d'énergie inférieure (substitution équatoriale) est la valeur A pour ce substituant particulier.

## Utilité
Les valeurs A aident à prédire la conformation des cycles cyclohexane. La conformation la plus stable sera celle qui possède le ou les substituants en position équatoriale. Lorsque plusieurs substituants sont pris en compte, la conformation où le substituant avec la plus grande valeur A est en position équatoriale est favorisée.

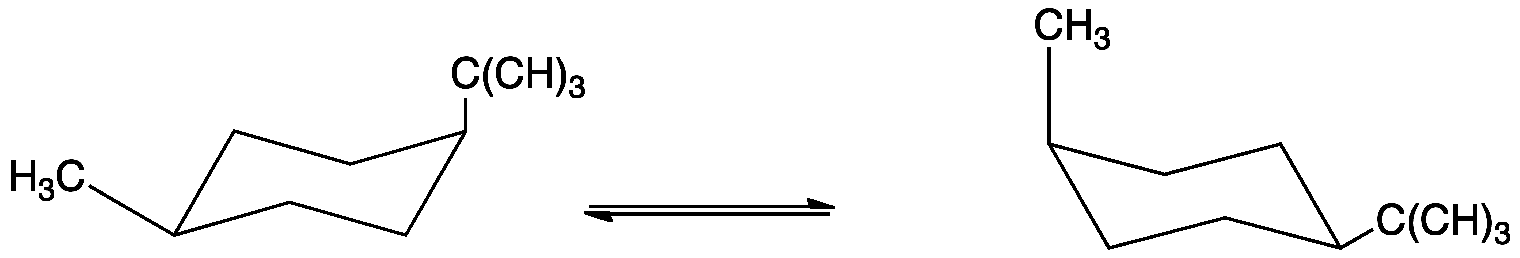
Un substituant méthyle a une A-value nettement inférieure à celle d'un substituant tert -butyle ; donc la conformation la plus stable a le tert -butyle en position équatoriale.

L'utilité des A-values peut être généralisée et pas uniquement réduites au cyclohexane et ses dérivés. Les valeurs A peuvent aider à prédire l’ effet stérique d’un substituant. En général, plus la valeur A d'un substituant est élevée, plus l'effet stérique de ce substituant est important. Un groupe méthyle a une valeur A de 1,74 tandis qu'un groupe tert -butyle a une valeur A d'environ 5. Étant donné que la valeur A du tert -butyle est plus élevée, le tert -butyle a un effet stérique plus important que le méthyle. Cette différence dans les effets stériques peut être utilisée pour aider à prédire la réactivité dans les réactions chimiques.

## Considérations sur l'énergie libre
Les effets stériques jouent un rôle majeur dans l'attribution des configurations dans les cyclohexanes. On peut raisonner sur les gênes stériques pour déterminer la propension d'un substituant à se trouver dans le plan axial ou équatorial. On sait que les liaisons axiales induisent une plus grande gêne stérique que les liaisons équatoriales correspondantes. En effet, les substituants en position axiale sont relativement proches de deux autres substituants axiaux provoquant un conflit stérique entre ces groupements. Ces types d'interactions stériques sont communément appelés interactions 1,3 diaxiales. Ces types d'interactions ne sont pas présents avec les substituants en position équatoriale.
Il existe généralement trois contributions principales à l'énergie libre conformationnelle :
1. Déformation de Baeyer, définie comme la déformation résultant de la déformation des angles de liaison.
2. La déformation de Pitzer, définie comme la déformation de torsion résultant de 1,2 interactions entre groupes attachés à des carbones contigus,
3. Interactions de Van der Waals, qui sont similaires aux interactions 1,3 diaxiales.

### Composants enthalpiques
Lors de la comparaison de la stabilité relative, les interactions à 6 et 7 atomes peuvent être utilisées pour approximer les différences d'enthalpie entre les conformations. Chaque interaction de 6 atomes vaut 0,9 Kcal/mol (3,8 kJ/mol) et chaque interaction de 7 atomes vaut 4 kcal/mol (17kJ/mol).

### Composants entropiques
L'entropie joue également un rôle dans la préférence d'un substituant pour la position équatoriale. La composante entropique est déterminée par la formule suivante :
{\displaystyle \Delta S=R\ln \sigma }
Où σ est égal au nombre de microétats disponibles pour chaque conformation.

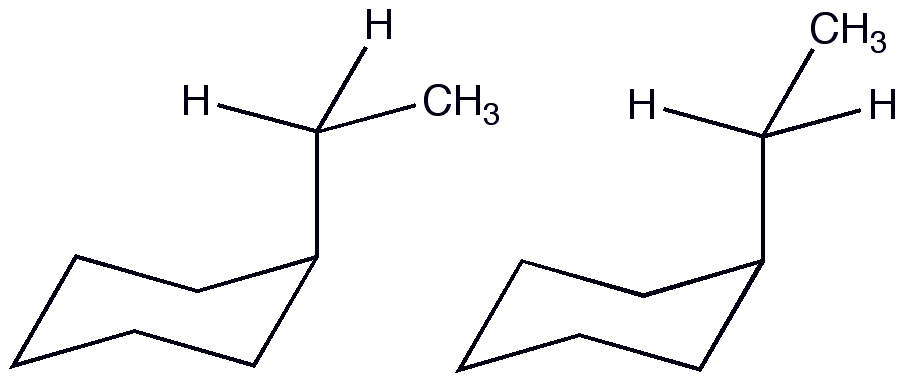
Conformations axiales possibles de l'éthylcyclohexane.

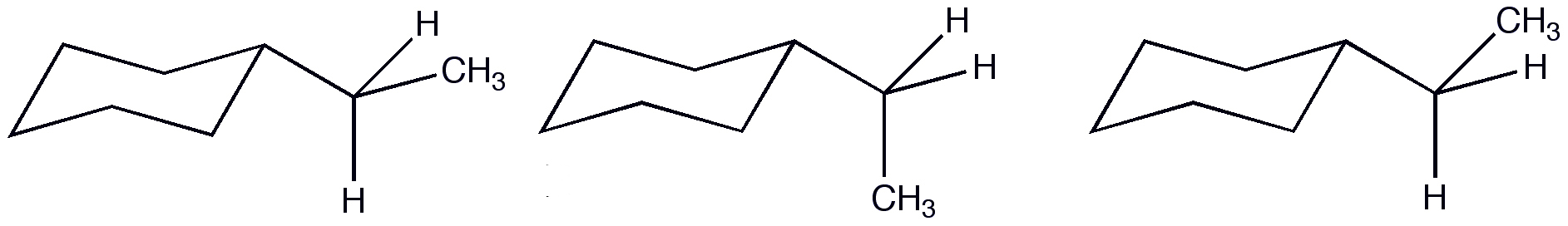
Conformations équatoriales possibles de l'éthylcyclohexane.

En raison du plus grand nombre de conformations possibles de l'éthylcyclohexane, la valeur A est réduite par rapport à ce qui serait prédit sur la base uniquement des termes enthalpiques. En raison de ces conditions entropiques favorables, la pertinence stérique d'un groupe éthyle est similaire à celle d'un substituant méthyle.

## Tableau des A-values
| Substituent | A-value |          | Substituent | A-value   |      | Substituent | A-value |
| D           | 0.006   | CH2Br    | 1.79        | OSi(CH3)3 | 0.74 |             |         |
| F           | 0.15    | CH(CH3)2 | 2.15        | OH        | 0.87 |             |         |
| Cl          | 0.43    | c-C6H11  | 2.15        | OCH3      | 0.6  |             |         |
| Br          | 0.38    | C(CH3)3  | >4          | OCD3      | 0.56 |             |         |
| I           | 0.43    | Ph       | 3           | OCH2CH3   | 0.9  |             |         |
| CN          | 0.17    | CO2H     | 1.35        | O-Ac      | 0.6  |             |         |
| NC          | 0.21    | CO2−     | 1.92        | O-TFA     | 0.68 |             |         |
| NCO         | 0.51    | CO2CH3   | 1.27        | OCHO      | 0.27 |             |         |
| NCS         | 0.28    | CO2Et    | 1.2         | O-Ts      | 0.5  |             |         |
| N=C=NR      | 1       | CO2iPr   | 0.96        | ONO2      | 0.59 |             |         |
| CH3         | 1.7     | COCl     | 1.25        | NH2       | 1.6  |             |         |
| CF3         | 2.1     | COCH3    | 1.17        | NHCH3     | 1    |             |         |
| CH2CH3      | 1.75    | SH       | 0.9         | N(CH3)2   | 2.1  |             |         |
| CH=CH2      | 1.35    | SMe      | 0.7         | NH3+      | 1.9  |             |         |
| CCH         | 0.41    | SPh      | 0.8         | NO2       | 1.1  |             |         |
| CH2tBu      | 2       | S−       | 1.3         | HgBr      | ~0   |             |         |
| CH2OTs      | 1.75    | SOPh     | 1.9         | HgCl      | 0.3  |             |         |
|             |         | SO2Ph    | 2.5         | Si(CH3)3  | 2.5  |             |         |

## Applications
L'une des expériences originales réalisées par Winston et Holness consistait à mesurer le taux d'oxydation dans les cycles substitués trans et cis à l'aide d'un catalyseur au chrome. Le groupe volumineux, tert -butyle utilisé verrouille la conformation de chaque molécule qui se trouve en position équatoriale.

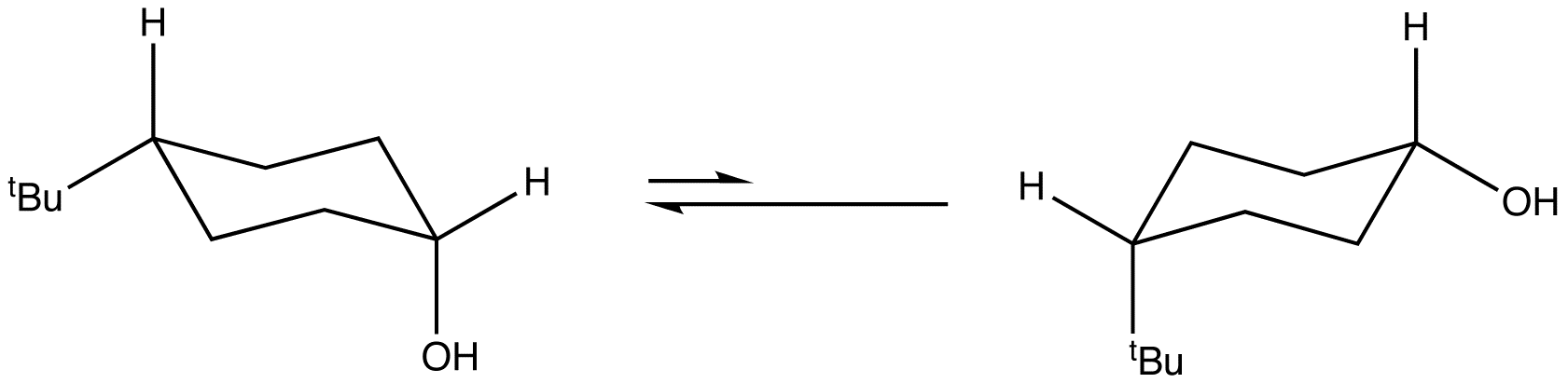
Conformations chaise possibles du cis -4- tert -butyl-cyclohexan-1-ol

Il a été observé que la réaction d'oxydation était plus rapide avec le conformère cis plutôt que le composé trans. L'explication proposée  était que le groupe hydroxyle (considéré comme volumineux du fait de la présence de doublets non liants) en position axiale était défavorisé et formait plus facilement le carbonyle pour soulager cette tension. Le composé trans avait des taux identiques à ceux trouvés dans le cyclohexanol monosubstitué.

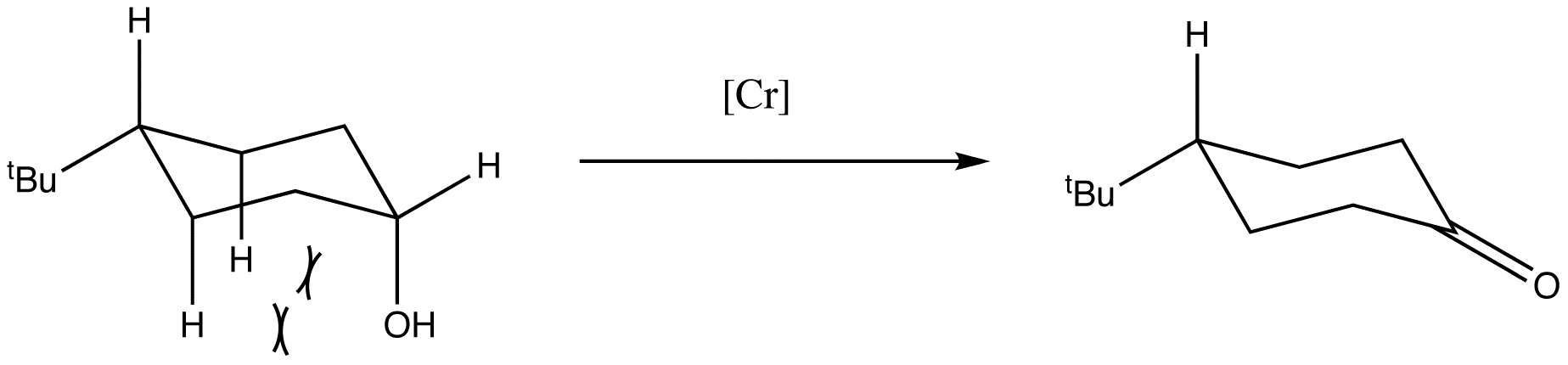
Oxydation du chrome du cis -4- tert -butyl-cyclohexan-1-ol

En utilisant les valeurs A des sous-unités hydroxyle et isopropyle, la valeur énergétique d’une liaison hydrogène intramoléculaire favorable peut être calculée.

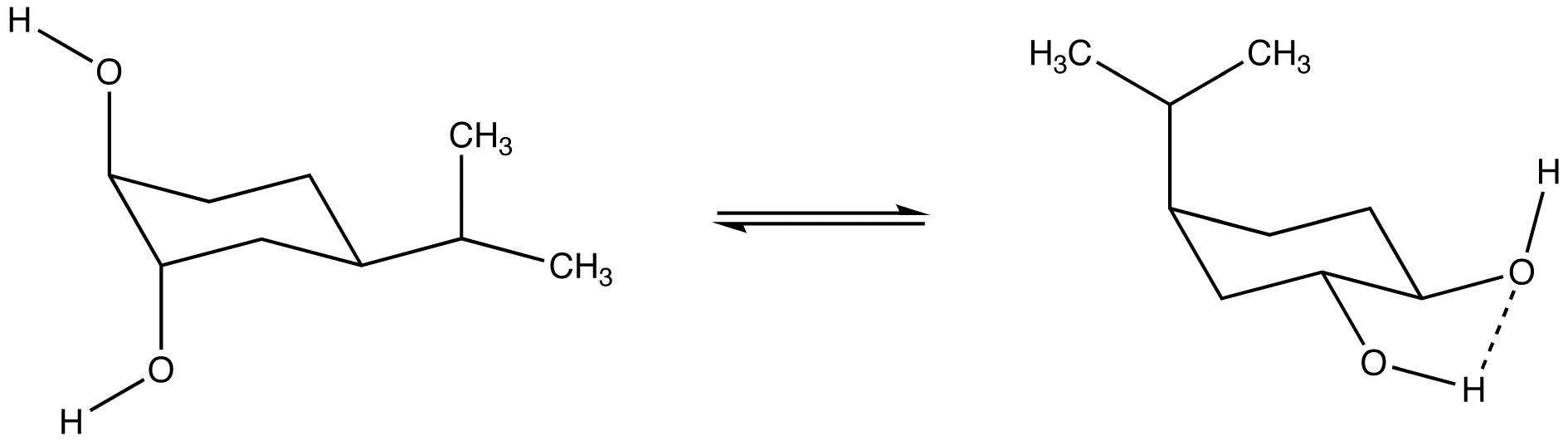
Conformations de chaise possibles et liaison hydrogène favorable disponible dans la conformation où les deux substituants hydroxyle sont équatoriaux

## Limites
Les valeurs A sont mesurées à l'aide d'un cycle cyclohexane mono-substitué et indiquent uniquement les stériques qu'un substituant particulier confère à la molécule. Cela conduit à un problème lorsqu’il existe des facteurs électroniques stabilisants possibles dans un système différent. Le substituant acide carboxylique présenté ci-dessous est axial dans l’état fondamental, malgré une valeur A positive. De cette observation, il ressort clairement qu’il existe d’autres interactions électroniques possibles qui stabilisent la conformation axiale.

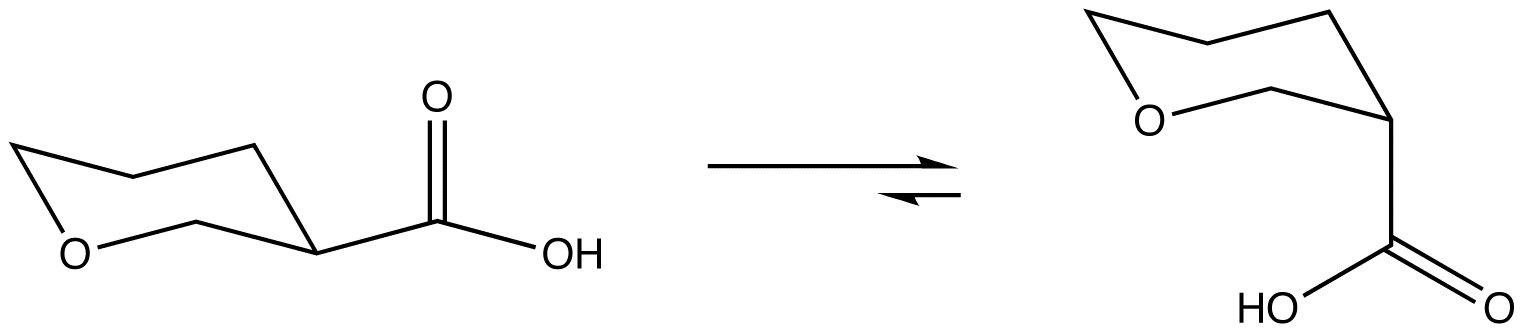
Représentation à l'équilibre d'un retournement de chaise d'un acide carboxylique ; la position axiale est préférée en raison de facteurs électroniques favorables, malgré un biais stérique favorisant la position équatoriale.

## Autres considérations
Il est important de noter que les valeurs A ne prédisent pas la taille physique d’une molécule, mais uniquement l’effet stérique. Par exemple, le groupe tert -butyle (valeur A = 4,9) a une valeur A plus grande que le groupe triméthylsilyle (valeur A = 2,5), mais le groupe tert -butyle occupe en réalité moins d'espace. Cette différence peut être attribuée à la longueur plus longue de la liaison carbone-silicium par rapport à la liaison carbone-carbone du groupe tert -butyle. La liaison plus longue permet moins d'interactions avec les substituants voisins, ce qui rend effectivement le groupe triméthylsilyle moins gênant stériquement, abaissant ainsi sa valeur A. Cela peut également être constaté en comparant les halogènes. Le brome, l'iode et le chlore ont tous des valeurs A similaires même si leurs rayons atomiques diffèrent. Les valeurs A prédisent alors la taille apparente d’un substituant, et les tailles apparentes relatives déterminent les différences d’effets stériques entre les composés. Ainsi, les valeurs A sont des outils utiles pour déterminer la réactivité des composés dans les réactions chimiques.